# Liste des membres de l'expédition Nimrod
Liste des membres de l'expédition Nimrod selon Shackleton's Forgotten Expedition: The Voyage of the Nimrod de Beau Riffenburgh. Toutes les personnes listées ici n'ont pas forcément pris part à l'ensemble de l'expédition (remplacements).

## Liste

### Équipe débarquée
| Nom usuel           | Position ou rang Lors de la mission                                                           |
| ------------------- | --------------------------------------------------------------------------------------------- |
| Ernest Shackleton   | Commandant de l'expédition                                                                    |
| Jameson Adams       | Commandant en second, météorologiste                                                          |
| Bertram Armytage    | Aide, responsable des poneys                                                                  |
| Philip Brocklehurst | Assistant géologue                                                                            |
| Edgeworth David     | Responsable des travaux scientifiques                                                         |
| Bernard Day         | Électricien, mécanicien                                                                       |
| Ernest Joyce        | Responsable des dépôts, des chiens, des traîneaux et des collections de spécimens biologiques |
| Alistair Mackay     | Assistant chirurgien                                                                          |
| Eric Marshall       | Chirurgien, cartographe                                                                       |
| George Marston      | Artiste                                                                                       |
| Douglas Mawson      | Physicien                                                                                     |
| James Murray        | Biologiste                                                                                    |
| Raymond Priestley   | Géologue                                                                                      |
| William Roberts     | Cuisinier                                                                                     |
| Frank Wild          | Responsable du ravitaillement                                                                 |

### Équipe du navireNimrod

#### Officiers
| Nom usuel             | Position ou rang Lors de la mission         |
| --------------------- | ------------------------------------------- |
| Rupert England        | Maître                                      |
| Frederick Evans       | Maître                                      |
| John King Davis       | Premier officier puis Maître                |
| Æneas Mackintosh      | Second officier puis officier de navigation |
| Arthur Edward Harbord | Second officier puis officier principal     |
| S. Richardson         | Second officier                             |
| Alfred Cheetham       | Troisième officier et bosco                 |
| Harry J. L. Dunlop    | Chef ingénieur                              |
| W. A. Rupert Michell  | Chirurgien                                  |

#### Équipage
| Nom usuel                | Position ou rang Lors de la mission       |
| ------------------------ | ----------------------------------------- |
| Frederick G. Abraham     | Matelot de deuxième classe                |
| William Drummond Ansell  | Second steward                            |
| Victor Berry             | Matelot de deuxième classe                |
| Walter George Bilsby     | Charpentier de marine                     |
| John Brolly              | Matelot de deuxième classe                |
| Alfred B. Bull           | Matelot de deuxième classe                |
| Henry B. Bull            | Matelot de deuxième classe                |
| Christian Craft          | Ingénieur en second                       |
| D. Donovan               | Pompier                                   |
| Ernest W. Ellis          | Matelot de deuxième classe                |
| J. Hancock               | Premier steward                           |
| H. Holmes                | Pompier                                   |
| Charles Hunt             | Ingénieur assistant                       |
| G. R. Kemp               | Matelot de deuxième classe                |
| Michael Thomas McGillion | Trimmer                                   |
| Hugh McGowan             | Troisième ingénieur puis second ingénieur |
| John McMillan            | Matelot de deuxième classe                |
| Robert McNeil            | Pompier                                   |
| Murdoch M. McRae         | Steward                                   |
| W. R. Meyrick            | Trimmer                                   |
| John Montague            | Cuisinier                                 |
| Edward Morrison          | Spécialiste des voiles                    |
| David Nelson             | Ingénieur assistant                       |
| R. Nodder                | Matelot de deuxième classe                |
| James Paton              | Matelot principal                         |
| John Partridge           | Pompier                                   |
| E. Reynart               | Matelot de deuxième classe                |
| Sidney Riches            | Pompier                                   |
| Felix Rooney             | Pompier                                   |
| G. Rooney                | Matelot de deuxième classe                |
| A. Schofield             | Pompier                                   |
| W. Spice                 | Matelot de deuxième classe                |
| M. Vaughan               | Pompier                                   |
| W. Williams              | Matelot de deuxième classe                |

### Divers
| Nom usuel                       | Position ou rang Lors de la mission |
| ------------------------------- | ----------------------------------- |
| George Alexander McLean Buckley | Visiteur                            |
| Leo Arthur Cotton               | Géologue                            |

## Galerie

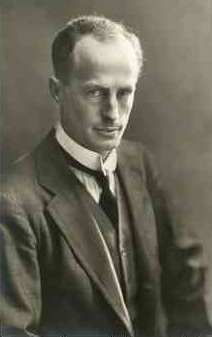
Douglas Mawson
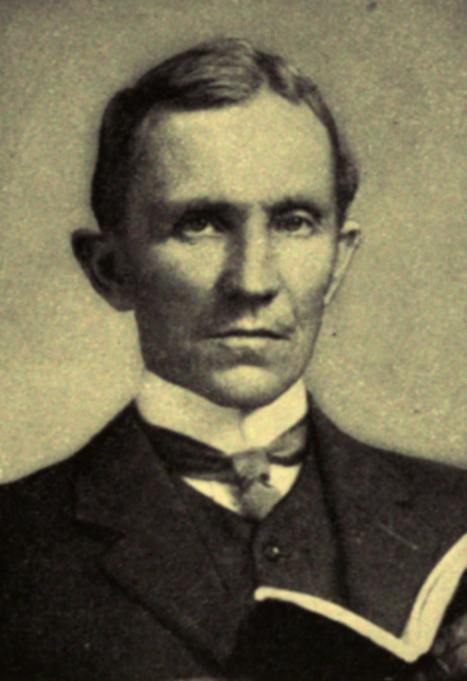
Edgeworth David
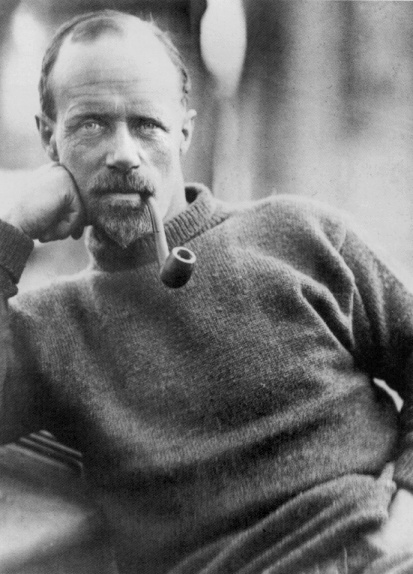
Frank Wild
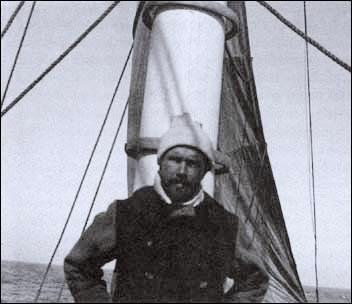
Æneas Mackintosh
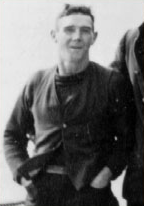
Alfred Cheetham